# OK Lliga femenina 2013-2014
L'OK Lliga Femenina 2013-14 fou la sisena edició de la Lliga espanyola d'hoquei sobre patins. Es disputà des de l'octubre de 2013 fins al maig de 2014 i fou organitzada per la Federació Espanyola de Patinatge. Hi participaren catorze equips, amb una majoritària presència dels clubs catalans. Es disputà en format de lligueta a doble volta, amb un total de vint-i-sis jornades, proclamant-se campió l'equip amb més punts aconseguint en finalitzar la competició.
Es proclamà campió el Club Patí Voltregà, que aconseguí el seu quart títol d'OK Lliga de forma consecutiva. La jugadora asturiana del club osonenc, Natasha Lee, fou escollida MVP de la competició, mentre que la jugadora catalana del Biesca Gijón HC, María Diez, fou la màxima golejadora amb 48 gols.

## Clubs participants
- Club Patín Alcorcón
- CHP Bigues i Riells
- Hockey Club Borbolla
- Biesca Gijón HC
- Girona Club Hoquei
- Igualada Femení Hoquei Club Patins
- Hoquei Club Palau de Plegamans
- Club Patí Manlleu
- PHC Sant Cugat
- Filtros Cartés Santa Maria del Pilar
- SFERIC Terrassa
- Traviesas Hockey Club
- Club Patí Vilanova
- Club Patí Voltregà

## Taula de resultats
| Casa \ Fora                     | ALC | BIG  | BOR  | GIJ | GIR | IGU | MAN  | PAL | PIL  | SCG  | TER | TRA  | VIL | VOL  |
| ------------------------------- | --- | ---- | ---- | --- | --- | --- | ---- | --- | ---- | ---- | --- | ---- | --- | ---- |
| CP Alcorcón                     | —   | 0–2  | 4–1  | 2–0 | 3–2 | 2–2 | 1–4  | 2–5 | 4–0  | 4–1  | 2–4 | 6–0  | 2–3 | 2–3  |
| CHP Bigues i Riells             | 0–2 | —    | 6–1  | 0–3 | 6–1 | 4–0 | 1–9  | 0–5 | 1–4  | 2–0  | 3–2 | 5–0  | 0–1 | 1–6  |
| HC Borbolla                     | 0–5 | 0–8  | —    | 0–6 | 1–4 | 1–6 | 2–12 | 0–3 | 1–3  | 0–4  | 1–5 | 4–0  | 0–7 | 1–6  |
| Biesca Gijón HC                 | 1–2 | 4–0  | 5–0  | —   | 6–2 | 3–1 | 4–3  | 4–1 | 6–2  | 5–3  | 3–2 | 7–0  | 4–1 | 1–2  |
| Girona CH                       | 0–3 | 2–1  | 8–2  | 2–3 | —   | 2–3 | 3–6  | 0–1 | 4–3  | 1–1  | 2–0 | 8–1  | 4–5 | 1–5  |
| Igualada Femení HCP             | 3–2 | 1–1  | 6–1  | 4–6 | 4–4 | —   | 1–6  | 2–4 | 1–3  | 4–1  | 4–5 | 15–0 | 0–8 | 3–5  |
| CP Manlleu                      | 2–1 | 1–0  | 22–1 | 8–2 | 6–1 | 6–3 | —    | 3–0 | 10–3 | 6–4  | 5–1 | 4–0  | 3–1 | 2–1  |
| HC Palau de Plegamans           | 1–0 | 2–4  | 8–1  | 1–4 | 3–2 | 2–1 | 3–2  | —   | 5–1  | 3–0  | 2–0 | 10–0 | 2–3 | 1–1  |
| Filtros Cartés Sta Mª del Pilar | 0–1 | 1–3  | 6–0  | 0–6 | 5–1 | 1–4 | 0–9  | 4–7 | —    | 2–2  | 2–4 | 5–0  | 1–4 | 2–8  |
| PHC Sant Cugat                  | 1–3 | 2–0  | 2–0  | 0–5 | 2–1 | 3–1 | 0–9  | 3–1 | 6–4  | —    | 6–1 | 10–0 | 2–5 | 1–6  |
| SFERIC Terrassa                 | 4–3 | 0–0  | 3–1  | 2–4 | 2–4 | 2–0 | 3–9  | 0–3 | 3–0  | 1–2  | —   | 12–0 | 1–1 | 1–6  |
| Traviesas HC                    | 0–7 | 0–16 | 1–3  | 0–6 | 0–7 | 0–8 | 0–15 | 0–3 | 1–3  | 0–15 | 1–6 | —    | 1–9 | 0–12 |
| CP Vilanova                     | 0–1 | 1–2  | 2–0  | 3–1 | 2–1 | 3–0 | 1–1  | 4–2 | 3–2  | 3–2  | 2–3 | 10–0 | —   | 1–2  |
| CP Voltregà                     | 4–0 | 2–1  | 10–1 | 3–1 | 2–0 | 7–0 | 3–2  | 5–1 | 11–3 | 4–1  | 6–0 | 13–0 | 6–1 | —    |

## Classificació final
| Pos | Equip                           | PJ | PG | PE | PP | GF  | GC  | DG   | Pts | Classificació o descens           |
| --- | ------------------------------- | -- | -- | -- | -- | --- | --- | ---- | --- | --------------------------------- |
| 1   | CP Voltregà                     | 26 | 24 | 1  | 1  | 139 | 28  | +111 | 73  | Classificats per la Copa d'Europa |
| 2   | CP Manlleu                      | 26 | 22 | 1  | 3  | 165 | 40  | +125 | 67  | Classificats per la Copa d'Europa |
| 3   | Biesca Gijón HC                 | 26 | 20 | 0  | 6  | 100 | 44  | +56  | 60  | Classificats per la Copa d'Europa |
| 4   | CP Vilanova                     | 26 | 17 | 2  | 7  | 84  | 43  | +41  | 53  |                                   |
| 5   | Generali HC Palau               | 26 | 17 | 1  | 8  | 79  | 46  | +33  | 52  |                                   |
| 6   | Club Patín Alcorcón             | 26 | 14 | 1  | 11 | 64  | 43  | +21  | 43  | Campió de la Copa d'Europa        |
| 7   | CHP Bigues i Riells             | 26 | 12 | 2  | 12 | 67  | 50  | +17  | 38  |                                   |
| 8   | PHC Sant Cugat                  | 26 | 11 | 2  | 13 | 74  | 71  | +3   | 35  |                                   |
| 9   | SFERIC Terrassa                 | 26 | 11 | 2  | 13 | 67  | 72  | −5   | 35  |                                   |
| 10  | Igualada Femení HCP             | 26 | 8  | 3  | 15 | 77  | 82  | −5   | 27  |                                   |
| 11  | Girona CH                       | 26 | 8  | 2  | 16 | 67  | 76  | −9   | 26  |                                   |
| 12  | Filtros Cartés Sta Mª del Pilar | 26 | 7  | 1  | 18 | 60  | 105 | −45  | 22  |                                   |
| 13  | HC Borbolla                     | 26 | 2  | 0  | 24 | 23  | 152 | −129 | 6   | Descendeixen a Primera Divisió    |
| 14  | Traviesas HC                    | 26 | 0  | 0  | 26 | 5   | 219 | −214 | 0   | Descendeixen a Primera Divisió    |

1. ↑  El CP Alcorcón es classificà per a la següent edició de la Copa d'Europa com a vigent campió de la competició.

| Campió de l'OK Lliga 2013-14 |
| ---------------------------- |
| CP Voltregà Quart títol      |
| MVP                          |
| Natasha Lee                  |

## Estadístiques
| Màxima golejadora | Màxima golejadora | Màxima golejadora | Màxima golejadora |
| Pos.              | Jugadora          | Club              | Gols              |
| ----------------- | ----------------- | ----------------- | ----------------- |
| 1                 | Maria Díez        | Biesca Gijón HC   | 48                |
| 2                 | Anna Romero       | CP Voltregà       | 42                |
| 3                 | Laura Vall        | CP Manlleu        | 39                |
| 4                 | Iolanda Font      | CP Manlleu        | 35                |
| 5                 | Natasha Lee       | CP Voltregà       | 33                |
| 5                 | Laura Puigdueta   | HC Palau          | 33                |
| 7                 | Raquel Bernadas   | CP Alcorcón       | 29                |
| 8                 | Laura Barcons     | CP Manlleu        | 28                |
| 9                 | Patrícia Miret    | CP Vilanova       | 25                |
| 9                 | Laia Castro       | CP Manlleu        | 25                |
| 11                | Berta Tarrida     | CP Voltregà       | 24                |
| 12                | Nara López        | CP Manlleu        | 22                |

| MVP | MVP         | MVP         |
| #   | Jugadora    | Club        |
| --- | ----------- | ----------- |
| 1   | Natasha Lee | CP Voltregà |
| 2   |             |             |
| 3   |             |             |